# 長野テレメッセージ
株式会社長野テレメッセージ（ながのテレメッセージ）は、かつて1980年代後半から1990年代にかけて長野県をサービスエリアとしてポケットベルなどの事業を行っていた企業。

## 概要
信濃毎日新聞社の関連会社で、本社は長野市にある同社の別館に置かれていたほか、社長も同社社長の小坂健介が兼務。他に役員も複数派遣していた。
当時はテレメの通称で知られ、1990年代中盤の爆発的なポケベル人気の中でNTTドコモと並んで加入者を急増させたが、その後ポケベル人気の中核をなしていた高校生から20代前半の若者らが携帯電話やPHSに急速に移行したことから基地局などの通信設備が過剰となり、その減価償却などに苦しむこととなった。

## 沿革
- 1986年12月16日 設立
- 1987年4月 第一種電気通信事業許可
- 1988年4月 開業[1]
- 2000年6月1日 解散を定時株主総会で決議[2]

## 通信端末
詳細はテレメッセージ内の通信端末を参照のこと。